# 대전 오-월드
대전 오월드(O-World)는 대전광역시 중구 사정동에 위치한 종합 테마 공원이다. 2002년 개장한 대전동물원과 2009년 개장한 플라워랜드를 통합하였고, 2016년 버드랜드를 개장하여 총 783,897m2이다. 

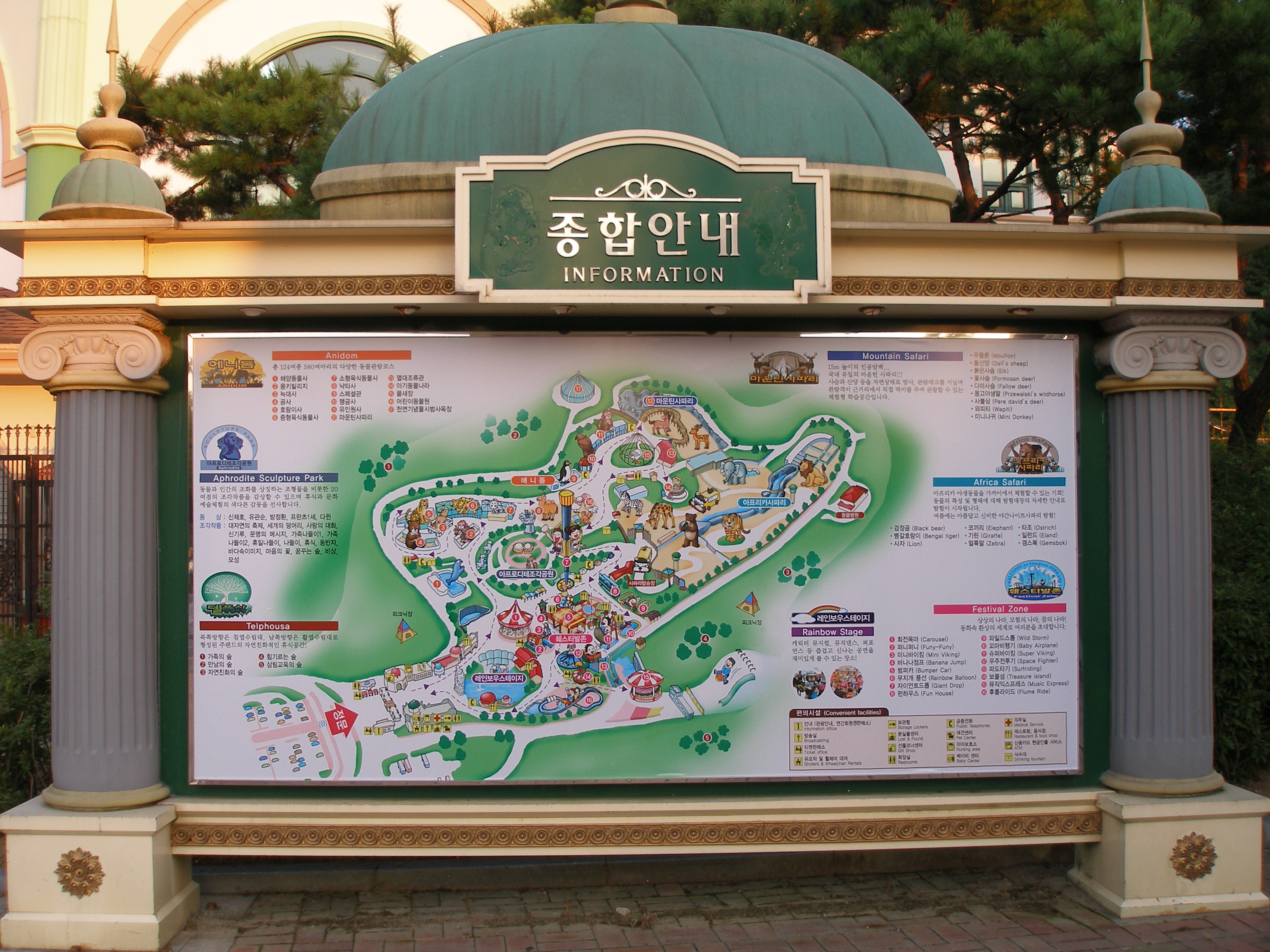
공원 안내도

## 동물원
대전동물원(주랜드)은 138종, 940마리의 동물을 보유한 대한민국 두 번째 규모의 대형 동물원이다. 608,283m2의 부지에 동물사, 조각공원, 사파리 등의 시설을 갖추고 있으며, 멸종되어 가는 희귀 동물의 종(種)을 보존하고 복원하며 야생 동물의 학습 기능을 제공한다. 시베리아호랑이, 퓨마, 재규어, 아무르표범, 얼룩하이에나, 한국늑대, 팀버늑대, 너구리곰, 아메리카검정곰, 반달가슴곰, 남미물개, 잔점박이물범, 독수리, 올빼미, 흰꼬리수리, 수리부엉이, 모란앵무, 검은고니, 침팬지, 아누비스개코원숭이, 망토원숭이, 돼지꼬리원숭이, 다람쥐원숭이, 알락꼬리여우원숭이, 데브라자원숭이, 필리핀원숭이, 일본원숭이, 코아티, 미어캣, 라쿤, 알다브라육지거북, 무플론, 마라, 바바리양, 왈라루(캥거루) 등 138종, 940마리의 동물이 있다.  
아프리카사파리, 마운틴사파리, 한국늑대사파리, 초식수사파리가 운영되고 있다. 10분 간격으로 운행되는 사파리를 통하여 아메리카검정곰, 사자, 벵갈호랑이, 아시아코끼리, 그물무늬기린, 그랜트얼룩말, 일런드 등의 동물을 체험할 수 있다.
췌장암으로 숨진 북극곰 남극이와 2020년 4월에 태어난 새끼늑대 6마리 등이 있다.

## 놀이공원
조이랜드에는 자이언트드롭, 후룸라이드, 바이킹, 와일드스톰 등 19개 기종의 놀이기구와 사계절 썰매장이 있다.

## 식물원
플라워랜드는 99,773m2에 습지원, 미로원, 허브원, 사계절 정원 등 9개소의 테마 정원과 온실, 음악분수, 중앙연못, 야외공연장 등의 시설을 갖추고 있다.

## 조류원
버드랜드에서는 에뮤, 홈볼트 펭귄, 홍학, 토코왕부리새, 물새류 등 희귀 조류와 앵무새를 체험하고 관찰할 수 있다. 열대수족관에 열대어류가 전시되어 있다.

## 사건

### 천연기념물 복원
오월드는 문화재청과 공동으로 멸종되어 가는 22종의 천연기념물을 복원하여 자연으로 환원하는 사업을 추진하고 있다. 2011년 한국늑대 복원사업을 추진하였고, 2017년 천연기념물인 얼룩삽살개를 복제하여 공개하였다.

### 퓨마 탈출 사건
2018년 9월 18일 대전 오월드 사육장에서 퓨마가 탈출하여 끝내 사살된 사고가 있었다. 대전동물원은 오후 5시 10분경 사육 중인 4마리 퓨마 중 1마리가 없어진 것을 발견하고 대전소방에 신고했다. 이날 오전 사육장 청소를 마친 직원이 철문을 잠그지 않아 탈출한 것으로 추측되었다. 사라진 퓨마는 8살 암컷이며, 몸무게는 60kg이었다. 수색을 시작한 지 1시간 20분만인 오후 6시 34분에 수색대는 오월드 내 뒷산에서 퓨마를 발견하고 마취총을 쐈다. 수색대는 퓨마가 쓰러지기를 기다렸지만, 퓨마는 오월드 내부를 배회하다가 수색대의 시야에서 사라졌다. 수색대와 추격전을 벌이던 퓨마는 오후 8시 20분에 다시 발견됐지만, 재빨리 도망가면서 포획에 실패했다. 날이 어두워지면서 사살하기로 결정하여 경찰과 소방당국은 오후 8시 38분에 엽사와 사냥개를 투입했고, 퓨마는 탈출 신고 4시간 30분 만인 오후 9시 44분에 엽사에 의해 사살됐다.

## 교통
교통이 버스와 철도 다 있기 때문에 교통은 나쁘지 않다.

## 버스
대전 오월드 정류장에서 대전 버스 33-1, 대전 버스 115, 대전 버스 301, 대전 버스 311, 대전 버스 314, 대전 버스 315, 대전 버스 318를 이용할 수 있다.

## 철도
서대전네거리역과 서대전역을 이용할 수 있다. 철도역은 두 개 뿐이지만, 철도 교통은 좀 나쁘진 않다.
연계 철도역
대전 도시철도 1호선:서대전네거리역
일반철도 및 고속철도:서대전역

## 미디어
- SBS TV : 《TV 동물농장》